# Спенсер Хејвуд
Спенсер Хејвуд (енгл. Spencer Haywood; 22. април 1949) је бивши амерички кошаркаш. Играо је на позицији крилног центра.

## Биографија
Одрастао је у Мисисипију са деветоро браће и сестара. Са 15 година преселио се у Детроит да живи са братом. Тамо је похађао средњу школу Персхинг, са којом је освојио првенство у средњошколском узрасту у Мичигену 1967. Хејвудове оцене су биле сувише лоше да би прихватио једну од бројних стипендија, па је годину дана отишао на Тринити Стејт џуниор колеџ. Следећег лета 1968. Хејвуд је играо за кошаркашки тим САД на Олимпијским играма у Мексико Ситију 1968. и освојио злато. Затим је почео да студира на Универзитету у Детроиту, где је постигао изузетне резултате са постигнутих 32 поена и 22 скокова по утакмици у сезони 1968/69. Потом је одлучио да напусти студије и постане професионални спортиста.
Пошто му није било дозвољено иде директно у НБА, играо је за Денвер рокетсе у АБА лиги током сезоне 1969/70. Захваљујући још једном изванредним играма (30 поена и 19,5 скокова по утакмици), проглашен је за МВП-а АБА лиге као новајлија и то са само 20 година. Такође је проглашен за АБА почетника године и МВП-а АБА Ол-стар утакмице. Али Хејвуд није био задовољан, желео је да пређе у НБА лигу. Године 1970, упркос забрани, потписао је уговор са Сијетл суперсониксима. НБА је уложила приговор и отишла је на суд. Врховни суд је на крају пресудио у Хејвудову корист, што је навело НБА да промени нацрт правила. Тек пресуда Хејвуду отворила је пут колеџ играчима у данашњој НБА лиги, од Меџика Џонсона преко Кевина Гарнета до Леброна Џејмса.
Хејвуд је био именован у идеалну поставу НБА 1972. и 1973. и други тим 1974. и 1975. године. Постизао је 29,2 поена по утакмици у сезони 1972/73 и 13,4 скокова по утакмици у сезони 1973/74. сезонски рекордни просеци за тим Суперсоникса за ове категорије. Играо је на четири Ол-стар утакмице НБА лиге док је био у Сијетлу. У сезони 1974/75, помогао је да Суперсоникси први пут уђу у плеј-оф. Свеукупно, током пет сезона са Сијетлом, Хејвуд је у просеку бележио 24,9 поена по утакмици и 12,1 скок по утакмици.
Године 1975. Суперсоникси су га мењали у Њујорк никсе где је касније играо са Бобом Мекадуом. Потом је играо за Њу Орлеанс џез, Лос Анђелес лејкерсе и Вашингтон булетсе.
Током касних 1970-их, Хејвуд је постао зависник од кокаина. Отпустио га је из Лејкерса тадашњи тренер Пол Вестхед током НБА финала 1980. јер је заспао током тренинга услед последица зависности.
Једну сезону је играо у Италији за Рејер Венецију (тада под спонзорским именом „Карера Рејер Венеција“) заједно са Драженом Далипагићем, пре него што се вратио у НБА да игра две сезоне за Вашингтон булетсе.
Хејвудов дрес са бројем 24 је повукао Сијетл током церемоније 26. фебруара 2007. године.

## Успеси

### Клупски
- Лос Анђелес лејкерси:
  - НБА (1): 1980.

### Појединачни
- Најкориснији играч АБА (1): 1970.
- АБА плеј−оф МВП (1): 1970.
- АБА ол-стар меч (1): 1970.
- Идеални тим AБА — прва постава (1): 1970.
- Најбољи стрелац АБА лиге (1): 1970.
- НБА Ол-стар меч (4): 1972, 1973, 1974, 1975.
- Идеални тим НБА — прва постава (2): 1972, 1973.
- Идеални тим НБА — друга постава (2): 1974, 1975.